# Polyblastus varitarsus
Polyblastus varitarsus är en stekelart som först beskrevs av Johann Ludwig Christian Gravenhorst 1829.  Polyblastus varitarsus ingår i släktet Polyblastus och familjen brokparasitsteklar. Arten är reproducerande i Sverige.

## Underarter
Arten delas in i följande underarter:
- P. v. alpinus
- P. v. varicoxa
- P. v. fuscipes
- P. v. pictus